# تروي كوبين
تروي كوبين (مواليد 29 نوفمبر 1995) هو لاعب كرة سلة أمريكي يلعب في مركز لاعب هجوم خلفي في نادي داروشافاكا.

## روابط خارجية
- تروي كوبين على موقع الدوري الأوروبي لكرة السلة (الإنجليزية)
- تروي كوبين على موقع إن بي أي (الإنجليزية)
- تروي كوبين على موقع سبورتس رفرنس (الإنجليزية)
- تروي كوبين على موقع الدوري الإسباني لكرة السلة (الإسبانية)
- تروي كوبين على موقع كرة السلة الأوروبية.كوم (الإنجليزية)
- تروي كوبين على موقع كلية كرة السلة في سبورتس رفرنس.كوم (الإنجليزية)
- تروي كوبين على موقع ريلجم (الإنجليزية)
- تروي كوبين على موقع بروبوليرز (الإنجليزية)
- تروي كوبين على موقع سبورتس رفرنس (الإنجليزية)
- تروي كوبين على موقع سبورتس رفرنس (الإنجليزية)